# NPa Penedo (P-14)
O NPa Penedo (P-14) é uma embarcação da Marinha do Brasil, da Classe Piratini, que exerce a função de navio-patrulha.

## Missão
Construído no Arsenal de Marinha do Rio de Janeiro, o batimento da quilha ocorreu em 30 de dezembro de 1968, e o lançamento em 17 de dezembro de 1970, foi incorporado à Armada em 30 de setembro de 1971.
Subordinado ao Comando do Grupamento Naval do Nordeste, tinha como missão a inspeção naval, a patrulha naval, a salvaguarda da vida humana no mar, e a fiscalização das águas territoriais brasileiras. Em 1999 passou ao comando do 6º DN, operando na Flotilha do Mato Grosso, a partir da Base Fluvial de Ladário no Mato Grosso do Sul, realizando operações de patrulha fluvial, socorro e salvamento e Ação Cívico-Social (ACISO).
Nos anos de 1983, 1984, 1986, 1987 e 1988 foi considerado o "Navio de Patrulha Costeiro do Ano", exibindo em sua chaminé o "Echo Barra" que identifica a honraria.
Navega sob o lema "Marciano dos Mares".

## Origem do nome
É a segunda embarcação da Armada a ostentar o nome "Penedo", em homenagem a cidade homônima localiza no estado brasileiro de Alagoas. A cidade fica  as margens do Rio São Francisco.
A primeira embarcação foi o Vapor Penedo.

## Características
- Deslocamento :105 ton (carregado)
- Dimensões (metros): comprimento 28,95 m; boca 6,10 m; calado 1,90 m
- Velocidade (nós): 19 (máxima), 15 (cruzeiro) e 12 (econômica)
- Propulsão: 4 motores diesel Cummins VT-12M de 1.100 bhp de potência combinada
- Autonomia : 1.000 Km a 15 nós; 1.700 Km a 12 nós; 18 dias em operação contínua
- Sistema Elétrico: 1 gerador de 40 Kw.
- Armamento:
  - 3 metralhadoras .50 pol, em um reparo simple e em outro reparo duplo
  - 1 morteiro de 81 mm, na proa
- Tripulação: 16 homens (2 oficiais)